# 拜尔斯泰因
拜尔斯泰因是德国莱茵兰-普法尔茨州的一个市镇。总面积1.68平方公里，总人口127人，其中男性63人，女性64人（2011年12月31日），人口密度76人/平方公里。